# Žabčice
Žabčice (deutsch Schabschitz) ist eine Gemeinde im Okres Brno-venkov in Tschechien. Das Dorf liegt etwa 25 Kilometer südlich von Brünn.

## Geschichte
Der Ort wurde 1356 erstmals urkundlich erwähnt. Das Dorf gehörte im Laufe der Jahrhunderte den Adelsfamilien Zierotin, Pernstein, Waldstein und Dietrichstein.

### Bürgermeister
- 1870–1876: Matouš Minařík
- 1876–1879: František Nevěděl
- 1879–1882: František Měřínský
- 1885–1888: Jan Novotný
- 1888–1891: Václav Lang
- 1892–1895: František Trojan
- 1898–1901: František Trojan
- 1901–1904: František Měřínský
- 1904–1907: František Kroupa
- 1907–1913: František Drobílek
- 1913–1919: Jan Flodr
- 1919–1923: Alois Havlík
- 1934–1945: František Kresa
- 1945: Klement Hrdina